# Cacao Barry
Cacao Barry est une marque, un fabricant français de chocolat, et un savoir-faire fondé en 1842 par le négociant anglais Charles Barry. L'ancienne entreprise établit sa première usine à Hardricourt près de Meulan en France en 1920. Cacao Barry est depuis sa fusion avec le chocolatier belge Callebaut en 1996 une marque du groupe suisse Barry Callebaut.

## Histoire
Après un voyage en Afrique, Charles Barry, négociant anglais de thé et de café, conçoit à Londres en 1842 un chocolat destiné aux gourmets. L'entreprise baptisée Cacao Barry construit une première usine à Hardricourt (Seine et Oise) près de Meulan en France en 1920. Une deuxième usine est par la suite installée à Louviers (Eure). En 1923, la maison est dirigée par Alexandre Lacarré.
En 1982, le groupe Sucres et Denrées entre au capital, les activités se développent aux États-Unis avec une usine à Pennsauken (New-Jersey), premier producteur américain de poudre de cacao et une filiale de négoce, Cacao Barry Merchants établie à New-York.
En 1992, le groupe franco-belge Société Centrale d’Investissement et Associés (SCIA) prend le contrôle de Cacao Barry, et créée des unités de production au Royaume-Uni et en Pologne.
En 2017, l'usine d'Hardricourt du groupe Barry Callebaut emploie 110 salariés, elle produit 70 000 t de chocolat par an.

## Produits
- Pailleté Feuilletine (1989), moules
- Pistoles (1990), moules
- Mycryo (2003), beurre de cacao en poudre.

## Activités
La marque est à l'origine de la Chocolaté Academy, école de formation basée à Hardricourt, du Club des Ambassadeurs, créé en 2002, réunion des professionnels et du concours World Chocolate Masters, ouvert aux chocolatiers du monde entier.